# Jan Szwajnic
Jan Szwajnic (ur. 1796 w Niedźwiadku pod Bydgoszczą, zm. 1867), historyk.
W latach 1820–1823 studiował na Królewskim Uniwersytecie Warszawskim, gdzie uzyskał stopień magistra nauk wyzwolonych. W latach 1823–1829 pracował w szkole pijarów w Warszawie. W 1829 uzyskał stopień doktora filologii na uniwersytecie w Erlangen, pracą De causis ratione tribunorum plebi ereandorum eovumque numero. Od 1829 uczył języka łacińskiego, historii i starożytności rzymskich w Szkole Praktyczno-Pedagogicznej na Lesznie w Warszawie, a później w warszawskim gimnazjum gubernialnym. W latach 1840–1846 wykładał historię i prawo rzymskie na kursach prawniczych. Później także wykładał pedagogikę na kursach nauczycielskich.
W latach 1845–1847 opublikował 3 tomową Historię narodu i państwa rzymskiego.